# Маргарита (коктейл)
Вижте пояснителната страница за други значения на Маргарита.
За венецуелския остров вижте Остров Маргарита.
Маргарита е алкохолен коктейл на базата на текилата. Основно се състои и от сока на зелен лимон и портокалов ликьор. Приготвя се обаче и с прасковен или ягодов ликьор.

## Легенди и създатели
Има 5 основни претендента за измислянето на коктейла Маргарита, с всеки от които има свързана легенда.
- Панчо Моралес – създаване: 4 юли 1942 г. Панчо Моралес бил барман. Една вечер клиент поръчал „Магнолия“. Той обаче не можал да си спомни нито една съставка на коктейла, освен Куантрото, затова смесил текила, Куантро и лимонов сок. Нарекъл получения коктейл на цветето маргарита.
- Карлос Дани Херера – създаване: 1947–48 г. – Той бил барман и за една вариететна артистка (Марджъри Кинг – Marjorie King), която употребявала единствено текила, той налял в чаша с лед, добавил лимонов сок и превеждайки името на жената на испански нарича коктейла Маргарита.
- Маргарита Саймс – създаване: декември 1948 г. На свое коледно парти през 1948 г. тя приготвила коктейл от Куантро, текила и сок от лайм, който имал голям успех сред гостите ѝ и скоро се разпространил в Тексас и Холивуд под името Маргарита.
- Дани Негрете – създаване 1936 г.
- Енрике Бастанте Гутиерес – създаване: 40-те години на 20 век.

## Класическа рецепта
Настоящата рецепта е международният стандарт за коктейла Маргарита, както е утвърден от Международната Асоциация на Барманите, IBA.
- 10 части (50 мл) текила
- 4 части (20 мл) портокалов ликьор (Куантро, Трипъл Сек)
- 3 части (15 мл) сок от зелен лимон

Съставките се разбиват в шейкър с лед. След това се прецеждат и изсипват в чаша, чийто ръб е потопен предварително в сок от зелен лимон и сол. Коктейлът се украсява с парченце зелен лимон.

## Друга рецепта
- 2 части текила
- 2 части сок от зелен лимон
- 1 част портокалов ликьор (Куантро, Трипъл Сек)